# GABARAPL2
GABARAPL2‏ (GABA type A receptor associated protein like 2) هوَ بروتين يُشَفر بواسطة جين GABARAPL2 في الإنسان.